# Копайгородська селищна територіальна громада
Копайгородська селищна територіальна громада — територіальна громада в Україні, в Жмеринському районі Вінницької області. Адміністративний центр — селище Копайгород.
Утворена 29 січня 2020 року шляхом об'єднання Копайгородської селищної ради та Каришківської, Лісівської сільських рад Барського району.
12 червня 2020 року Копайгородська селищна громада утворена у складі Копайгородської селищної та Верхівської, Володіївецької, Каришківської, Лісівської, Поповецької, Супівської сільських рад Барського району.

## Населені пункти
До складу громади входять 1 с-ще (Копайгород), 1 селище (Копай) і 19 сіл: Барок, Верешки, Верхівка, Володіївці, Грабівці, Губачівка, Зелене, Каришків, Кошаринці, Лісове, Мар'янівка, Переліски, Польове, Попівці, Примощаниця, Супівка, Українське, Шевченкове, Шипинки.

## Учасники російсько-української війни
Безгодько Микола Васильович (1975, Копайгород — 04.2022, Херсонщина)
Скакун Олександр Степанович (* — 19 грудня 2022, Краматорсь)

## Галерея

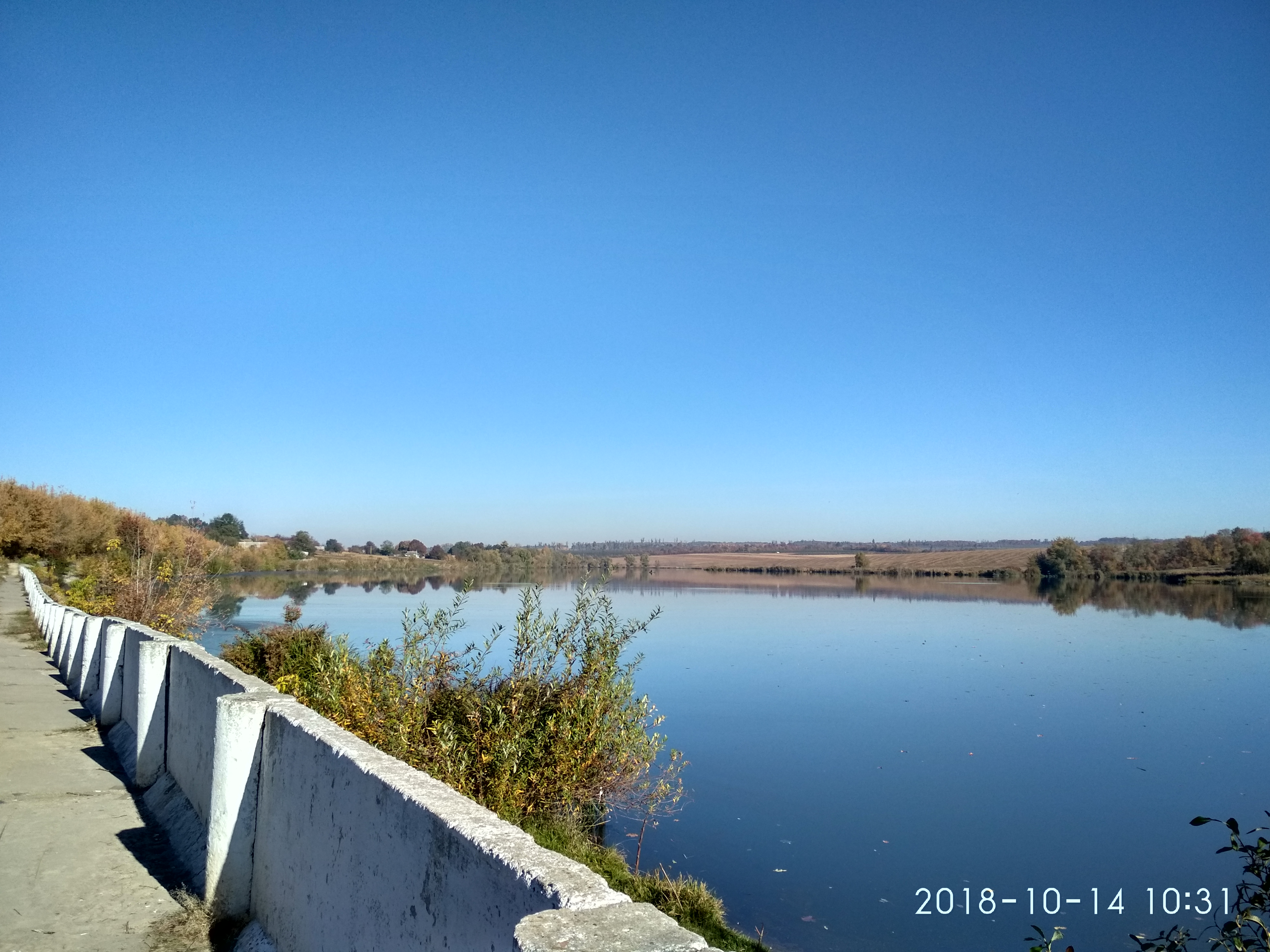
Заказник «Водограй» на р. Немія
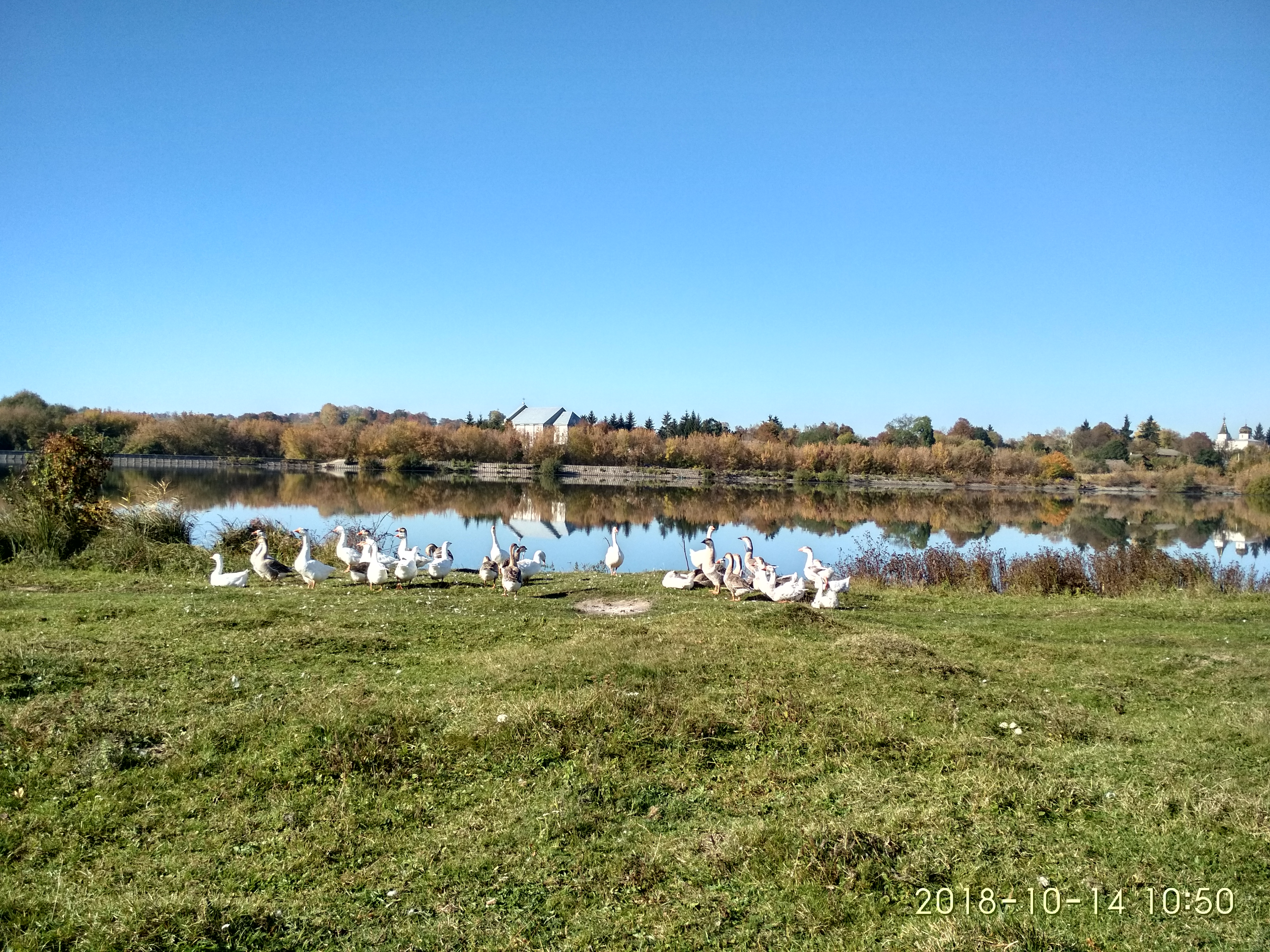
Заказник «Водограй» на р. Немія
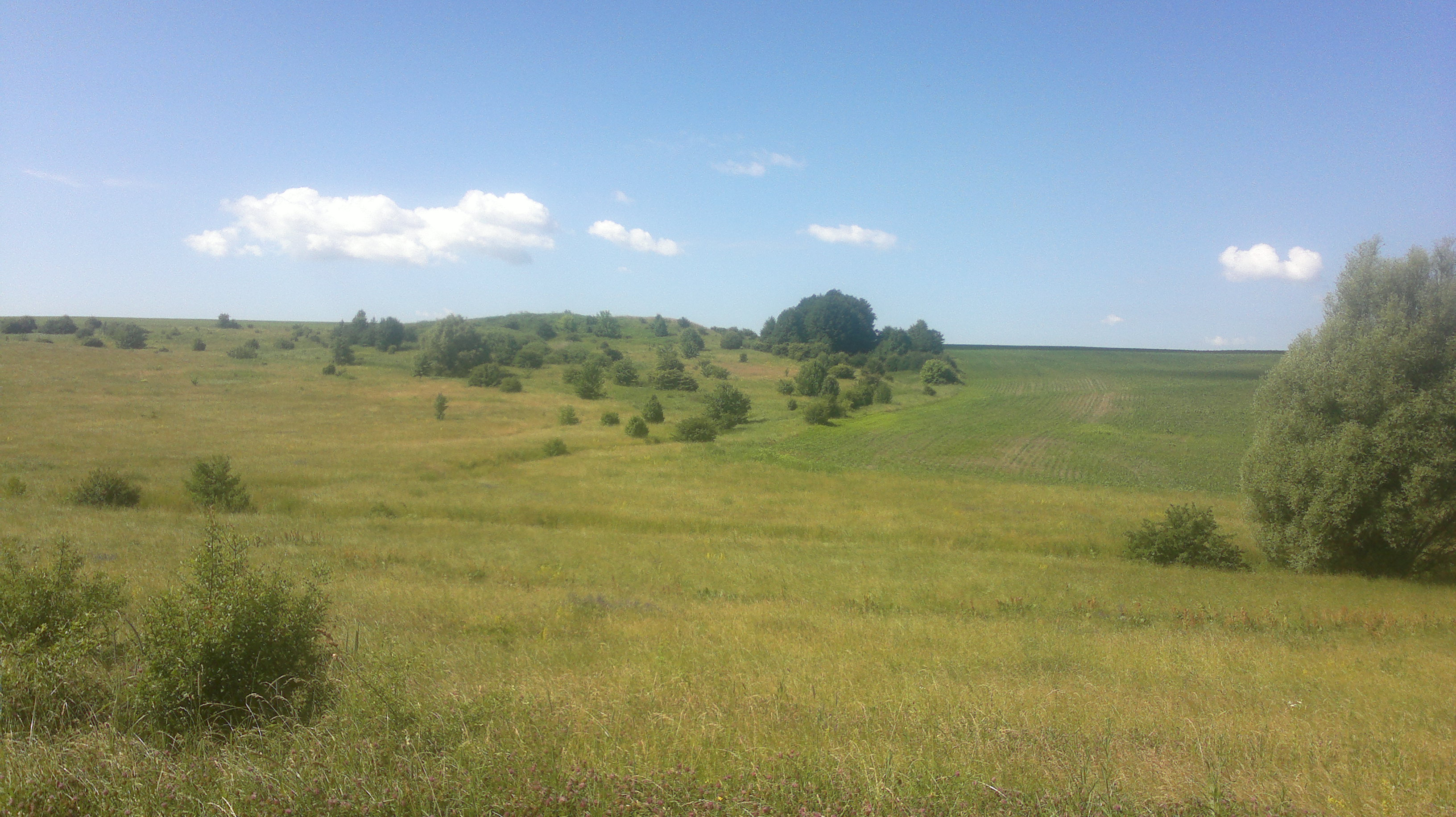
Трипільське поселення у Копайгороді
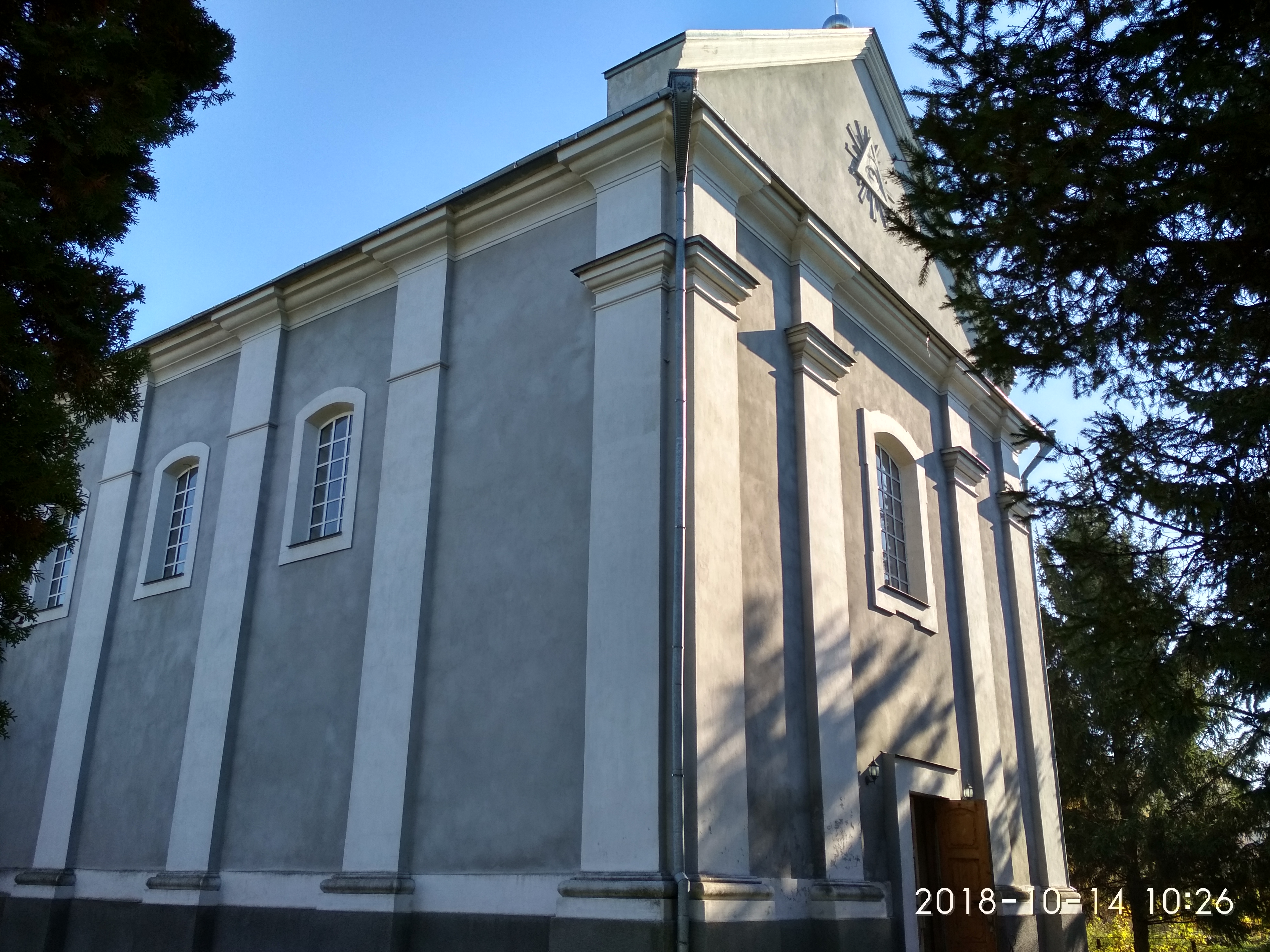
Костел у Копайгороді
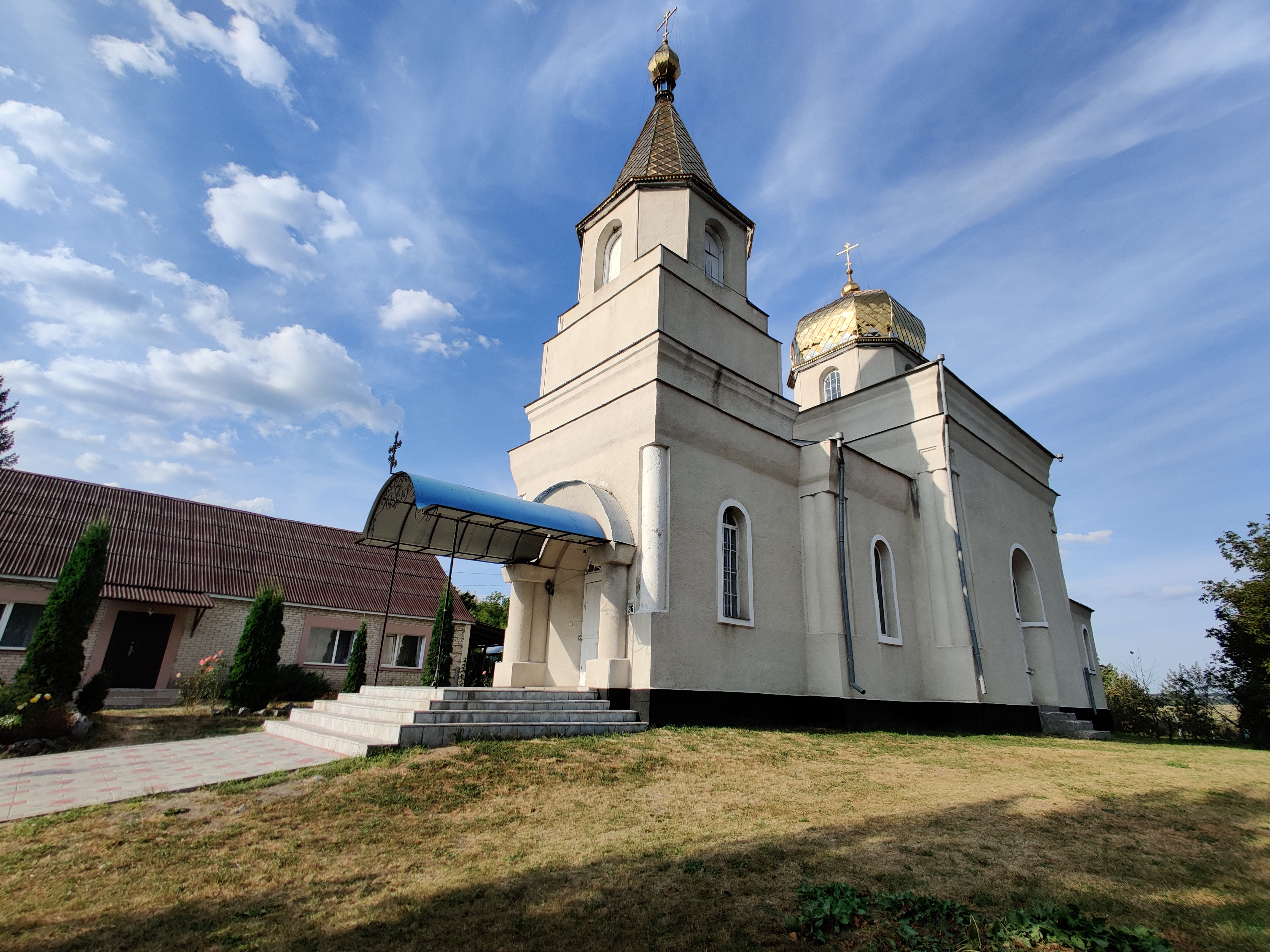
Православна церква у Копайгороді